# Strandabyggð
Strandabyggð – gmina w północno-zachodniej Islandii, w środkowej części regionu Vestfirðir, rozciągająca się od wschodniego wybrzeża fiordu Ísafjarðardjúp aż do zachodniego wybrzeża zatoki Húnaflói, w okolicach fiordu Steingrímsfjörður i Bitrufjörður. Strandabyggð to rozległa gmina o powierzchni 1,9 tys. km² o niskiej gęstości zaludnienia - zamieszkuje ją 451 osób (2018), z tego większość w głównej miejscowości gminy Hólmavík (320 mieszk., 2018), położonej w jej wschodniej części. 

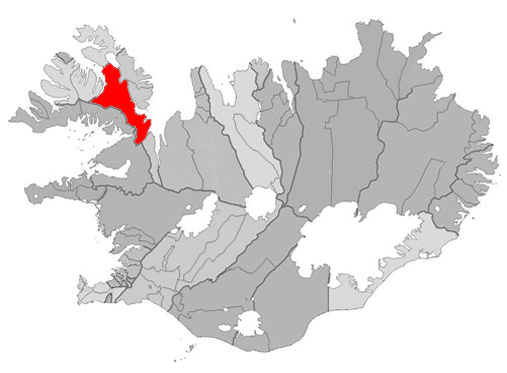
Położenie gminy Strandabyggð na mapie administracyjnej Islandii

Gmina powstała w 2006 roku z połączenia gmin Hólmavíkurhreppur i Broddaneshreppur.